# Guy de Castelnau
Guy de Castelnau (mort en 1522) est un ecclésiastique qui fut évêque titulaire de Périgueux de 1511 à 1522.

## Biographie
Guy est le fils de Jean de Castelnau, baron de Bretenoux et de son épouse Marie de Culant. Il est élu par la chapitre de chanoines comme évêque de Cahors en 1508 mais il doit céder cette fonction à Germain de Ganay désigné par le roi de France en 1509. Il est finalement pourvu de l’évêché de Périgueux le 3 décembre 1511.
Il prend possession de son siège épiscopal à la fin de février 1513 et est intronisé le 15 juin suivant. Il est à l'origine de l'édification dans la résidence épiscopale de la chapelle Saint-Jean inaugurée le 13 avril 1521. Il meurt l’année suivante.